# Lamerey
Die Lamerey ist ein etwa 2,4 km langer linker Zufluss der Mosel im Département Vosges.

## Verlauf
Der Ruisseau de Lamerey entspringt in den Vogesen auf einer Höhe von etwa 985 m in mehreren Quellästen am Nordhang der Tête de la Bouloie südöstlich von Bussang. 
Er fließt in nordwestlicher Richtung und mündet in Bussang auf einer Höhe von etwa 595 m  in die Mosel.